# Rifugio Alberto Grassi

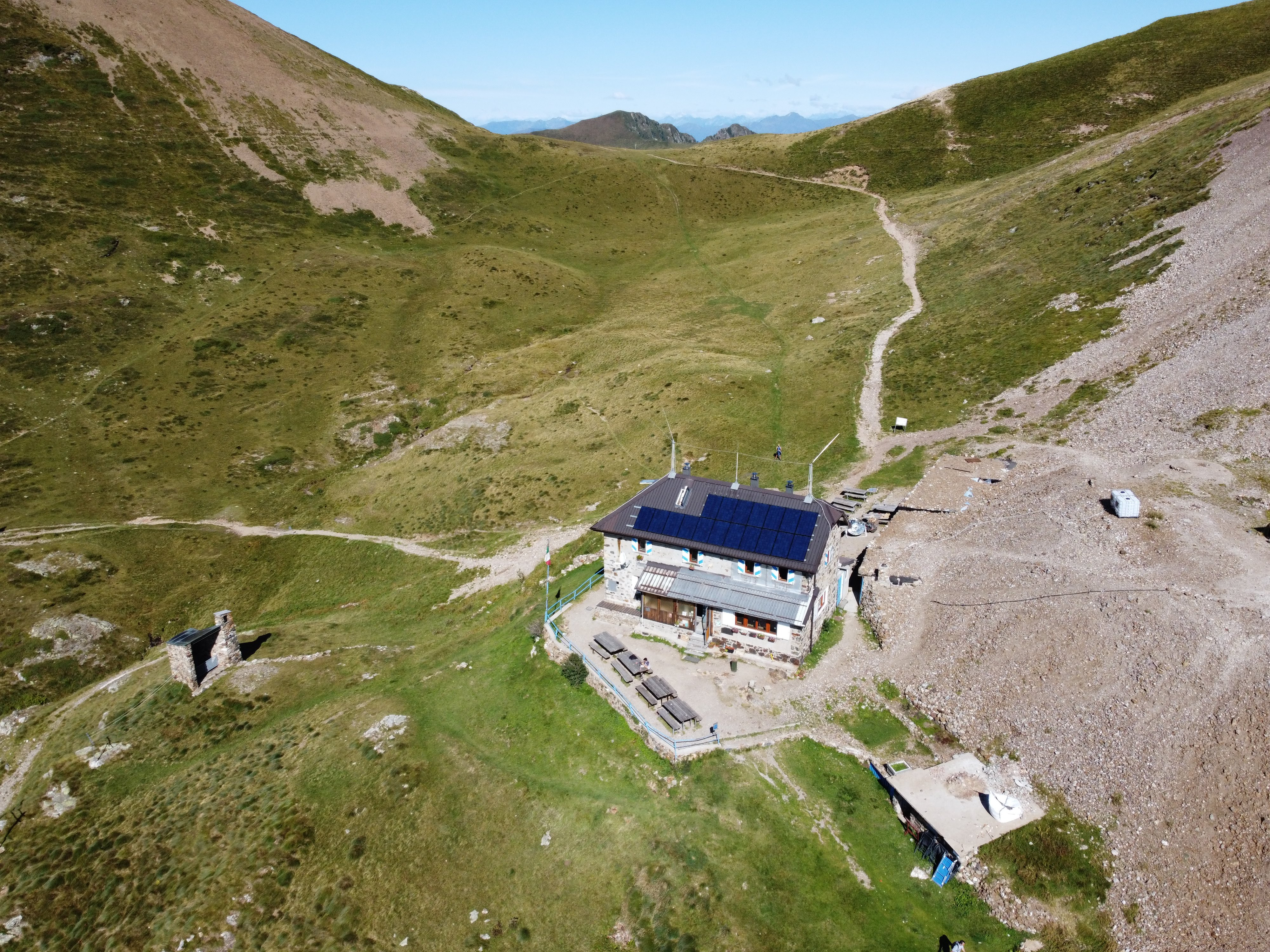
Vista aerea del Rifugio

Il rifugio Alberto Grassi è un rifugio situato nel comune di Valtorta (BG), in val Brembana nelle Alpi Orobie, a 1.987 m s.l.m.

## Storia
Il rifugio Grassi venne costruito dai soci della Società Escursionisti Lecchesi (SEL) nel 1921 per onorare i suoi caduti nella prima guerra mondiale. Come molti altri rifugi della zona, venne distrutto durante la seconda guerra mondiale (più precisamente nell'ottobre del 1943), ma nel 1946 venne subito ricostruito e ristrutturato in anni recenti.
Un tempo era invece conosciuto per le attività estrattive. Per anni il materiale ferroso venne impiegato per produrre chiodi nelle numerose fucine presenti nella valle Brembana.
Di quella dura attività rimangono oggi, a testimonianza, solo le discariche delle miniere. La zona circostante il rifugio presenta, a primavera e in estate, fioriture molto belle di crochi e di primule. L'escursionista, prestando attenzione, può inoltre imbattersi in caprioli e in camosci, che numerosi popolano la zona, così come le marmotte.
Già nel medioevo, nei pressi del rifugio, veniva svolta un'intensa attività estrattiva di minerale di piombo e di argento, lo testimoniano i resti delle discariche.

## Caratteristiche e informazioni
Il rifugio è situato nei pressi del passo del Camisolo, all'inizio della lunga cresta ovest del pizzo Tre Signori. Domina l'ampio vallone adibito a pascolo del Camisolo, dove ancor oggi si esercita l'antica pratica dell'alpeggio con la produzione del tipico Formai de mut (formaggio di monte).
È di proprietà della Società escursionisti lecchesi (SEL), è aperto da giugno a settembre in modo continuativo e ha una capienza di circa 40 posti letto.

## Accessi
Il rifugio è raggiungibile da:
- Barzio (in Valsassina), segnavia 19, salendo interamente a piedi passando per le baite di Nava, l'Alpe Tee e il rifugio Buzzoni, oppure utilizzando l'ovovia dei Piani di Bobbio (da 842 m a 1.662 m) per il primo tratto e continuando a piedi.
- Valtorta (in val Brembana) salendo ai Piani di Bobbio.
- Valtorta (in val Brembana) salendo dalla frazione Costa.
- Introbio (segnavia 40), lungo tutta la Val Troggia, tributaria della Val Biandino, passando per il rifugio Tavecchia, la colonia Pio X e il passo del Camisolo.
- Introbio (segnavia 25), fino al rifugio Buzzoni. Da qui, per il Passo del Gandazzo e il Passo del Toro seguendo il segnavia 101.
- Gerola e dintorni (Laveggiolo-Pescegallo) in Valtellina, con vari sentieri passando per il rifugio Trona Soliva e il rifugio Falc.

## Ascensioni
- Pizzo Tre Signori (2.554 m) in 2 h

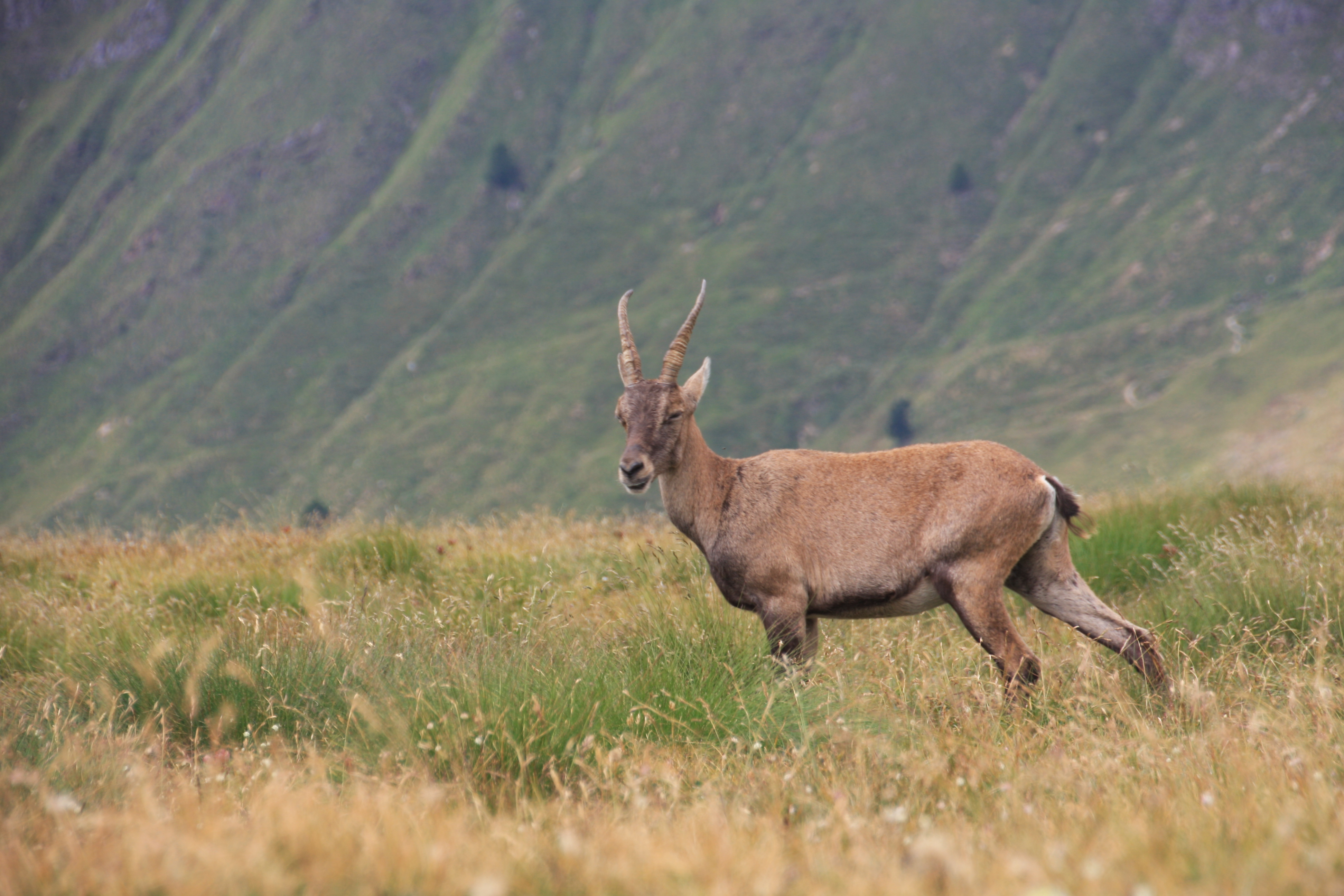
Stambecco sul sentiero che dal Rifugio Grassi porta al Pizzo Tre Signori

## Traversate
Il rifugio è la meta della 3ª tappa del sentiero delle Orobie Occidentali, dal rifugio Lecco, segnavia numeri 101 e 120 percorribile in 4 h. Da qui si prosegue alla volta del rifugio Cesare Benigni (4ª tappa) sempre tramite il sentiero n. 101 in 4,30 h.
Il rifugio è anche metà di passaggio della D.O.L(dorsale orobica lecchese)